# رایان شاتن
رایان شاتن (انگلیسی: Ryan Shotton؛ زادهٔ ۳۰ اکتبر ۱۹۸۸) بازیکن فوتبال اهل انگلستان است.
از باشگاه‌هایی که در آن بازی کرده‌است می‌توان به باشگاه فوتبال استوک سیتی، آلترینچام، ویگان اتلتیک، ترانمره راورز، بارنزلی، دربی کانتی و بیرمنگام سیتی اشاره کرد.